# アリーナ (エイジアのアルバム)
『アリーナ』（Arena）は、エイジアが1996年に発表したアルバム。

## 解説
通算6作目のスタジオ・アルバムで、ジョン・ペイン在籍時としては3作目。エリオット・ランドールとアジス・イブラヒムを新たに迎えた編成で制作された。アルバム・ジャケットはロドニー・マシューズによって描かれた。
オリジナル盤は12曲入りだったが、日本では2000年発売の再発盤にボーナス・トラック2曲が追加収録された。

## 収録曲
特記なき楽曲はジェフ・ダウンズとジョン・ペインの共作。
1. イントゥ・ジ・アリーナ (インストゥルメンタル) - "Into the Arena" (Geoff Downes, John Payne, Elliott Randall, Tomoyasu Hotei) - 3:00
2. アリーナ - "Arena" - 5:16
3. ヘヴン - "Heaven" - 5:17
4. トゥー・サイズ・オブ・ザ・ムーン - "Two Sides of the Moon" - 5:22
5. ザ・デイ・ビフォア・ザ・ウォー - "The Day Before the War" - 9:08
6. ネヴァー - "Never" - 5:31
7. フォーリング - "Falling" - 4:57
8. ワーズ - "Words" - 5:18
9. ユー・ブリング・ミー・ダウン - "U Bring Me Down" (Geoff Downes, Aziz Ibrahim, John Payne) - 7:07
10. テル・ミー・ホワイ - "Tell Me Why" - 5:14
11. ターン・イット・アラウンド - "Turn It Around" (Geoff Downes, John Payne, Michael Sturgis) - 4:12
12. ベラ・ノヴァ (アウトロ) - "Bella Nova" - 3:12

### 日本盤（2000年再発盤）ボーナス・トラック
1. ザット・シーズン - "That Season" - 4:52
2. ショウダウン - "Showdown" - 4:48

## 参加ミュージシャン
- ジョン・ペイン - ボーカル、ベース、ギター
- ジェフ・ダウンズ - キーボード
- エリオット・ランドール - ギター
- アジス・イブラヒム - ギター
- マイケル・スターギス - ドラムス

ゲスト・ミュージシャン
- 布袋寅泰 - リードギター(on 1.)
- ルイス・ジャーディム - パーカッション(on 1. 2. 4.)